# Ernobius gracilis
Ernobius gracilis är en skalbaggsart som beskrevs av Leconte 1879. Ernobius gracilis ingår i släktet Ernobius och familjen trägnagare. Inga underarter finns listade i Catalogue of Life.